# Даркавия
Даркавия или Даркава (араб. درقاوية‎) — суфийский орден, ветвь ордена Шазилия. Эпонимом ордена является шейх Мухаммад аль-Араби ад-Даркави (1760—1823). Братство стало одним из ведущих тарикатов в Марокко, провозглашая возвышенность бедности и аскетизма.
В последующие годы после основания орден образовал свои общины в других странах помимо Марокко, в основном в странах Магриба, но так же широко распространился в Египте и Хиджазе. В последнее десятилетие тарикат Даркавия образовал свои братства и на территории Европы, через свои ветви — братства Алявия и Хабибия. Орден Даркавия изначально получил широкую поддержку среди сельских жителей и городских классов. В Алжире и Марокко он был вовлечён в политическую деятельность и протестные движения против колониализма европейских государств.